# Nach all den Jahren
Nach all den Jahren ist ein deutscher Fernsehfilm von Michael Rowitz aus dem Jahr 2013.

## Handlung
Sofie Becker, ehemalige Krankenschwester und nunmehr erfolgreiche Schriftstellerin von Frauenromanen, lebt mit ihren beiden Kindern Phillip (15 Jahre) und Jenny (11 Jahre) und dem Hund Klitschko in einem großen, geräumigen Haus in Leipzig. Phillip und Jenny wissen nicht, wer ihr Vater ist. Jenny sehnt sich jedoch nach einem Vater. Sofie erzählte den Kindern, dass Phillips Vater tot sei und Jennys Vater in Alaska verschollen sein soll. Sofie arbeitet gerade an ihrem neuen Buch mit dem Titel Treue Herzen, hat jedoch eine massive Schreibblockade und kommt mit der Arbeit an ihrem Buch nicht voran. Ihr smarter Verleger Konrad Schneider, vom Typ ewiger Junggeselle, mit dem Sofie ein Verhältnis ohne Verpflichtungen hat, drängt jedoch zur Abgabe. 
Mit im Haushalt lebt auch Sofies ehemalige Kollegin und Vorgesetzte Rosa, die Oberschwester der Station. Rosa, Sofies mütterliche Freundin und Ersatz-Oma für Phillip und Jenny, steht kurz vor ihrem 70. Geburtstag, hat jedoch keine Lust, ihren Geburtstag groß zu feiern. Sofie hat Rosa das Versprechen abgenommen, den Kindern nichts über ihre Väter zu sagen und Rosa hat ihr Versprechen immer gehalten. 
Eines Tages steht Vincent (45 Jahre), Rosas Sohn, vor der Türe. Er und Sofie waren vor 15 Jahren ein Paar. Vincent, der sich mit Anfang Dreißig eingeengt fühlte, wollte ausbrechen und sich einen Lebenstraum erfüllen. Über Nacht verließ er Sofie vor 15 Jahren, ging nach Australien, wo er sich eine erfolgreiche Tauchschule aufbaute. 
Rosa, die bereits seit mehreren Jahren wieder per E-Mail Kontakt mit ihrem Sohn hatte, täuschte eine Krankheit vor, um ihren Sohn zu bewegen, nach Leipzig zu kommen. Sie möchte auf ihren alten Tage ihren Sohn um sich haben. Bei einer Untersuchung im Krankenhaus, bei der Rosa den Arzt Dr. Ludwig Oberländer wiedertrifft, der dort gelegentlich noch aushilft, stellt sich heraus, dass Rosa völlig gesund ist. Sofie findet dies durch einen Anruf auf ihrer alten Station ebenfalls heraus. Sofie, die ihre Familien-Idylle nun ins Wanken geraten sieht, fordert Vincent auf, sofort nach Rosas Geburtstag wieder zu verschwinden. Sie will auch seinen Anteil an dem Haus, das sie beide gemeinsam von der Vorbesitzerin geerbt haben, übernehmen und ihn auszahlen. Rosa bittet Sofie jedoch, Vincent eine Chance zu geben.
Vincent will wissen, ob Phillip sein Sohn ist. Sofie gibt es zu, verlangt jedoch von Vincent, dass er gegenüber Phillip Stillschweigen bewahrt. Vincent möchte seinen Sohn näher kennenlernen. Er zieht in das alte Wohnmobil, das noch im Geräteschuppen steht, und wird Teil der Familiengemeinschaft. Phillip empfindet Vincent zunächst als Eindringling und Störenfried und zeigt ihm die kalte Schulter. Phillip und Vincent freunden sich jedoch mit der Zeit langsam an. Philipp fragt Vincent indirekt auch, ob er sein Vater sei; aber Vincent, sich an sein Sofie gegebenes Versprechen haltend, schweigt. Zum Eklat kommt es schließlich, als Phillip seinen Eltern offen ins Gesicht sagt, dass sie beide ihn die ganzen Jahre belogen haben. Im Zorn fordert Sofie nun Rosa auf, genauso wie Vincent ebenfalls zu verschwinden. Sie habe ihr Ziel ja nun erreicht; die Familie sei zerstört. Vincent und Rosa ziehen in ein Hotel; Jenny und Phillip schließen sich zu Sofies Überraschung spontan an. Im Hotel erklärt Vincent an der Rezeption beim Check-In, dass Jenny und Phillip seine Kinder sind und nimmt Jennys Hand. Auch Jenny hat nun einen Vater gefunden. 
Sofie bleibt im Haus alleine zurück. Sie zieht Bilanz und blickt auf ihr Leben zurück. Sie schreiben nun ihre eigene Geschichte als Roman auf und gibt ihm den Titel Nach all den Jahren. Ihre Schreibblockade ist gelöst. Ihr Verleger ist begeistert über ihren neuen Schreibstil.
Zu Rosas 70. Geburtstag haben Vincent, Dr. Oberländer, Jenny, Phillip, Phillips neue Freundin Doro und Rosas Freunde und Ex-Kollegen eine Überraschung vorbereitet. Sie haben ihr ein kleines Segelboot gebaut, das sie sich immer gewünscht hatte. Gemeinsam mit Dr. Oberländer kann sie nun im Leipziger Neuseenland segeln gehen. Sofie kommt als Überraschungsgast zu Rosas Geburtstag. Ihre Rede auf Rosa wird zur Liebeserklärung an ihre Familie. Sofie und Vincent planen eine Neuauflage ihrer Beziehung.

## Produktionsnotizen
Nach all den Jahren wurde vom 24. Juni bis zum 25. Juli 2011 in Leipzig gedreht. Der Film wurde von der UFA Fernsehproduktion GmbH im Auftrag der Degeto Film für Das Erste produziert. Der MDR war als Ko-Produzent beteiligt. Nach all den Jahren hatte am 17. Mai 2013 in Deutschland in der ARD seine Premiere im deutschen Fernsehen.
Die beiden Hauptdarsteller Simone Thomalla und Sven Martinek, die im Film ein Ex-Paar spielen, waren von 1995 bis 1999 selbst miteinander liiert.

## Kritiken
„Als Leipziger "Tatort"-Kommissarin ist Simone Thomalla Verbrechern auf der Spur. Nicht weniger eindrucksvoll verkörpert sie in dem ebenfalls in Leipzig spielenden Familienfilm "Nach all den Jahren" eine Frau, die lernen muss loszulassen, um ein neues Glück zu finden. Drehbuchautor Rainer Berg, für "Der Tanz mit dem Teufel – Die Entführung des Richard Oetker" mit dem Bayerischen Fernsehpreis ausgezeichnet, legt die Geschichte mit Gespür für komplexe Charaktere und emotionalen Tiefgang an. Sven Martinek, bekannt nicht zuletzt aus zahlreichen Krimis, überzeugt in einer ungewöhnlichen Rolle als sensibler Exfeund, der auf eine zweite Chance hofft.“

„Etwas Gerüttel am Selbstverständnis einer Mutter, unklare Gefühlslage - die Darsteller versuchen zu retten, was zu retten ist - aber das ist nicht viel. Fazit: Auch nach all den Jahren nicht besser.“

„Superweib geht immer, auch wenn die ganz große Zeit dieser Übermenschen eigentlich vorüber ist. Wenn jedoch Simone Thomalla den Part übernimmt, kann nichts passieren. Sie haucht die Rolle der Romanzenschriftstellerin, zweifachen Mutter und einstmals verlassenen Geliebten so mir nichts dir nichts hin, mit schwarzen Augen und dunklem Teint, dass sich die Welt ganz einfach in zwei Teile teilt: hier die Thomalla-Fans, dort die Ablehnenden, die sich damit um die Schmonzette am Freitag bringen. Selber schuld, wenn sie die sehenswerte romantische Degeto-Komödie "Nach all den Jahren" übergehen … […] ein schönes Solo für Simone Thomalla – Powerfrau und Superweib mal anders. Es muss ja nicht immer und ewig die selbe sein.“

„Die eigentliche Qualität liegt im unmerklichen Genrewechsel: "Nach all den Jahren" beginnt wie eine typische Freitagskomödie, wandelt sich dann aber zum Drama.“

„Wie ein modernes Alltagskonzept mit so etwas Archaischem wie Familie und großer Liebe kollidiert, das erzählt – mal kernig-humorvoll, meist aber eher vorhersehbar und seicht – diese Geschichte nach dem Buch von Rainer Berg und Thomas Schwank. In Zeiten sich auflösender Bande dürften vor allem weibliche Zuschauer darin wohl Identifikationspunkte entdecken. […] Sonnendurchflutete Bilder von stilvollen alten Häusern, Parks und Seen sorgen mit dafür, dass die im Kern ernste Thematik leicht verdaulich wird.“